# 維申卡河 (維什尼亞河)
維申卡河（羅馬化：Vyshen'ka），是烏克蘭西部的河流，屬於維什尼亞河的左支流。該河發源自維申卡，流經利維夫州的亞沃里夫區和桑比爾區，河道全長20公里，流域面積68平方公里。